# Eadric av Kent
Eadric av Kent, död 686, var en engelsk monark. Han var kung av Kent 685–686. 